# Johannes Vorstermans
Johannes Vorstermans (Zaltbommel, 1643 - na 1686) was een Nederlandse kunstschilder, zoon van een portretschilder. In Utrecht was hij leerling van Herman Saftleven. Hij werkte in Engeland voor Charles II van Engeland.

## Leven
Johannes Vorstermans' vader, Otto, was een portretschilder uit een voorname familie. Zijn moeder was een weduwe, wier vorige echtgenoot burgemeester van Bommel was geweest. Uit dit huwelijk werd Johannes Vorstermans geboren. Vermoedelijk leerde hij de basis van de schilderkunst van zijn vader, waarna hij naar Utrecht vertrok om onder leiding van Herman Saftleven zijn talenten verder te ontwikkelen.
Volgens Arnold Houbraken in zijn "Schouburgh" besloot Vorstermans vervolgens naar Frankrijk te reizen, ogenschijnlijk voor zijn plezier. Hij deed zich daar voor als een baron en gaf tijdens die reis het grootste deel van het geld uit dat zijn ouders hem hadden nagelaten. Later keerde hij terug naar Bommel, waar hij bij zijn zus ging wonen, die in de omgang "Mevrouw" werd genoemd. Daar verkeerde hij met de voornaamste mensen van de stad, gedroeg zich als een edelman, kleedde zich keurig, en was regelmatig te vinden in de beste herbergen.
Hij deed alsof hij zijn kunst niet voor geld beoefende, maar wist goed hoe het met zijn financiën stond. Soms trok hij zich enige tijd terug, onder het voorwendsel dat hij zich niet goed voelde, en schilderde enkele werken die hij in het geheim in Holland liet verkopen. Daarmee voorzag hij zichzelf van nieuwe middelen. Als hij iets wilde houden, gaf hij het enkel als geschenk aan een goede vriend, om zijn eer te behouden.
In het jaar 1672, toen de Fransen Gelderland en Utrecht hadden bezet, verbleef hij in Nijmegen, waar ook een van zijn zussen woonde. Terwijl hij in Nijmegen woonde, kwam hij in contact met verschillende Franse kunstliefhebbers, waaronder de markies de Béthune. Deze markies nam Vorsterman mee naar Utrecht en andere plaatsen om kunst aan te kopen voor een kunstverzameling. Men zegt dat de markies, die kort daarna weer naar Frankrijk vertrok, Vorsterman graag als hofmeester mee had willen nemen. Of Vorsterman daar geen interesse in had, of dat er iets anders meespeelde, is niet duidelijk, maar hij bleef in Nijmegen.
Enige tijd later vertrok hij naar Engeland, waar hij vanwege zijn kunst veel aanzien verwierf. Hij kreeg zelfs de kans om voor koning Charles II een schoorsteenstuk te schilderen in een van de zalen van Whitehall. Dit schilderij toonde een van de koninklijke buitenverblijven. Hij beeldde daarin verschillende heren af die dagelijks aan het hof kwamen, met hun natuurlijke houding, manier van lopen, staan, en kleding, zo levensecht dat ze individueel herkenbaar waren. Het werk werd door iedereen bewonderd en zowel het hof als de koning waren zeer tevreden. 

## Werk
Volgens Houbraken had hij een groot talent, creatieve ideeën, en een verfijnde penseelstreek. Volgens kunstschilder Gerard Hoet, die Vorstermans heeft gekend en waarmee Houbraken heeft gesproken, overtrof hij zijn leermeester Herman Saftleven in veel opzichten.
Volgens biograaf/kunsthistoricus Matthew Pilkington overtrof Vorstermans de landschapschilders van zijn tijd in verfijning en nauwkeurigheid. Zijn stijl wordt omschreven als Vlaams. Zijn scènes, vaak riviergezichten, zijn nauwkeurig uitgewerkt en tonen afwisselend heuvels, gazons, bossen en rivierbochten. De landschappen zijn gedetailleerd verrijkt met figuren. Zijn kleurgebruik was aangenaam en zijn penseelstreek werd omschreven als zowel teder als levendig.
Tot zijn schilderijen behoren het genoemde schoorsteenstuk in Whitehall, een uitzicht op de promenade in St. James's Park, een gezicht op Stirling Castle en met name een gezicht op Windsor, waarvoor Vorstermans tweehonderd pond eiste.
Zijn hoge prijzen en slechte manier van omgaan met geld brachten hem in de problemen, en hij werd gevangen gezet vanwege schulden. Enkele Engelse kunstenaars die zijn talent bewonderden, haalden hem uit de gevangenis. Hij begon weer te schilderen, maar verdiende weinig omdat hij nog steeds te veel vroeg voor zijn schilderijen.

## Galerij

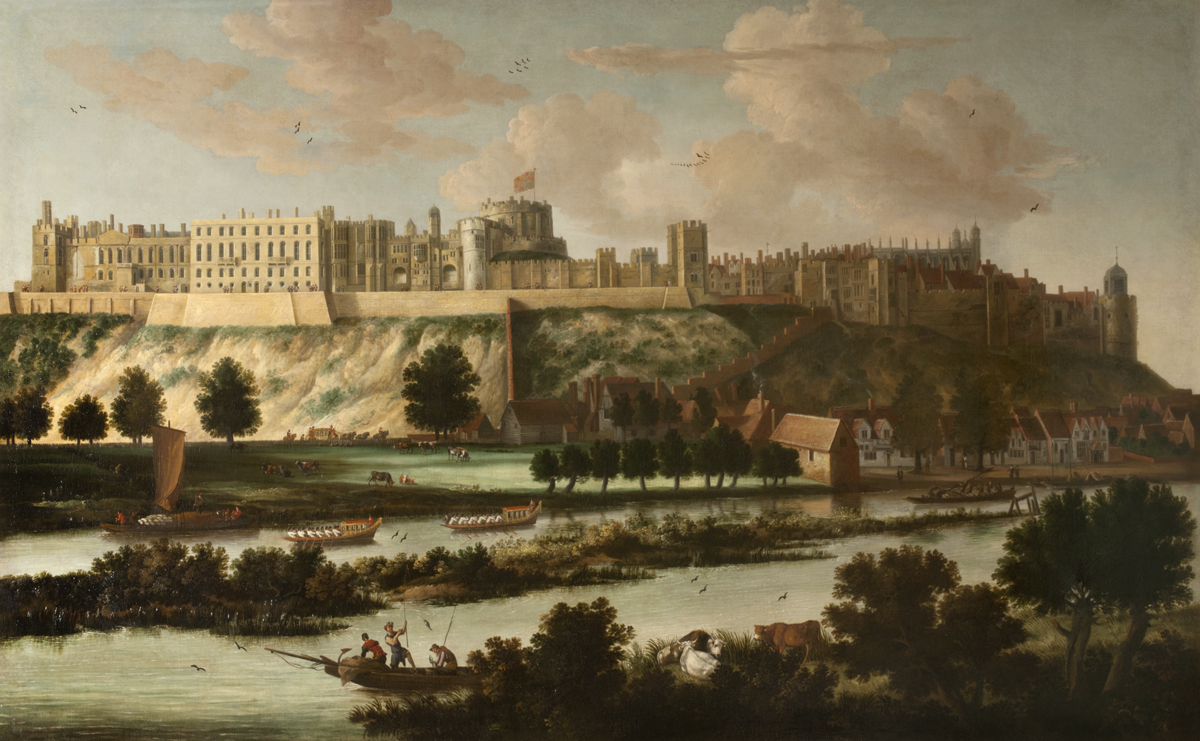
Gezicht op Windsor Castle
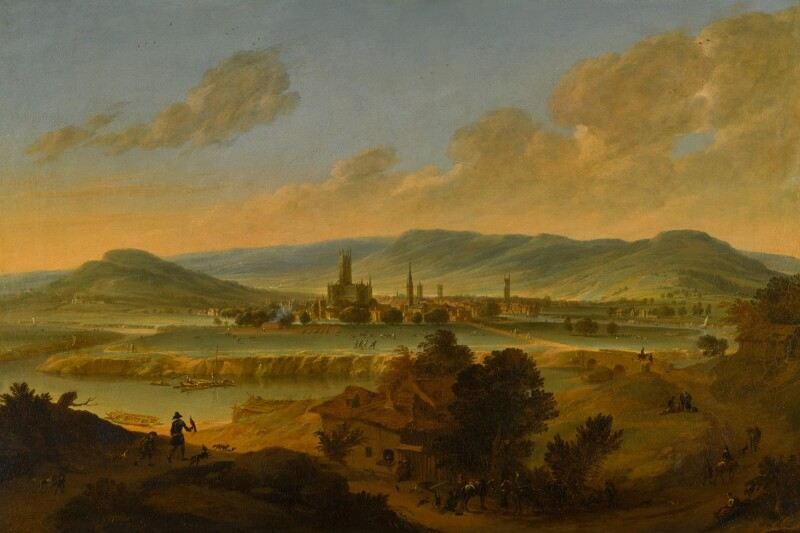
Gezicht op Gloucester
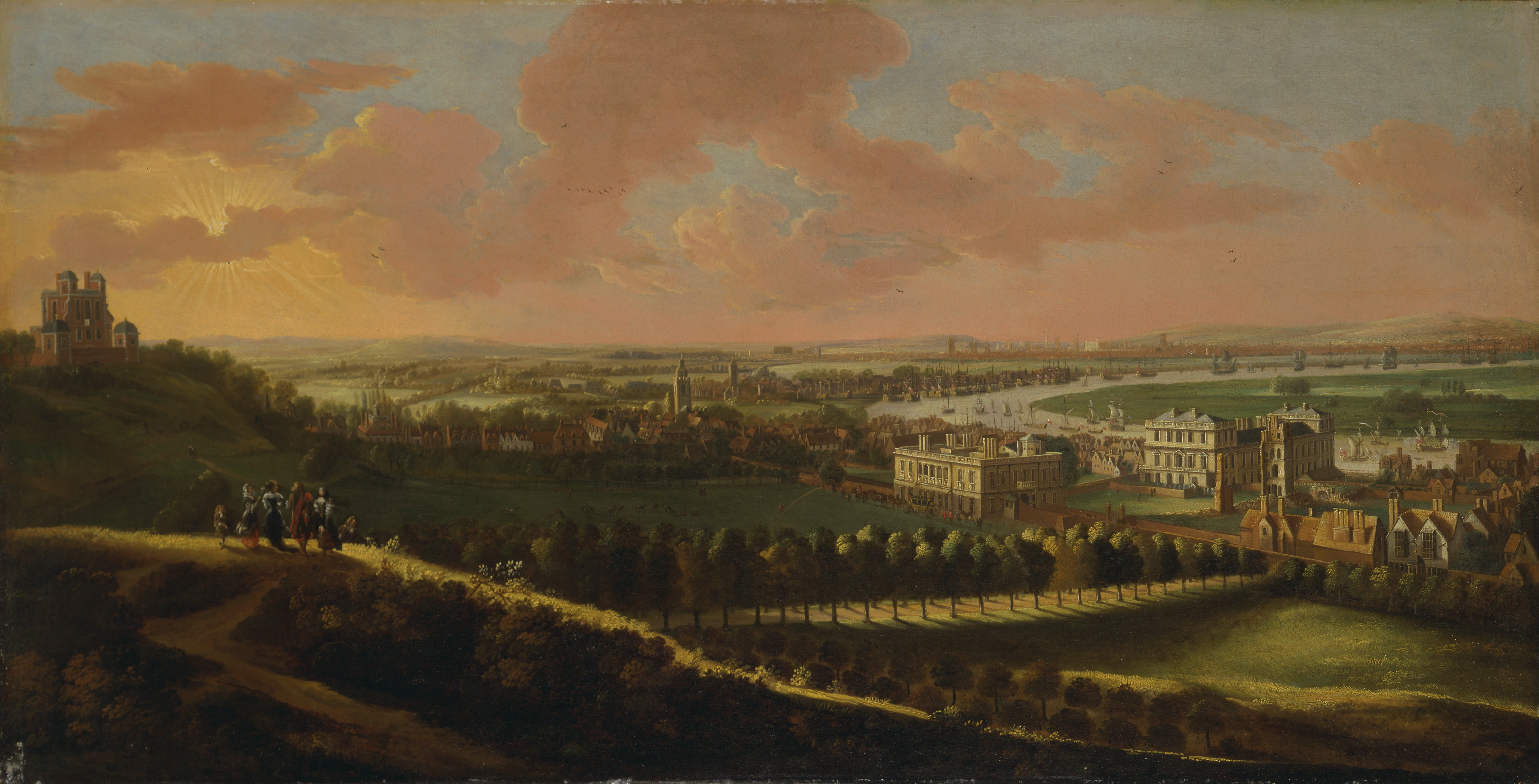
Gezicht op greenwich

- Biografisch Portaal: 01299638
- Gemeinsame Normdatei: 1055476911
- RKD-Nederlands Instituut voor Kunstgeschiedenis: 81861
- Trove: 824943
- Union List of Artist Names: 500032945
- Virtual International Authority File: 95884445